# Amt Haltenbergstetten

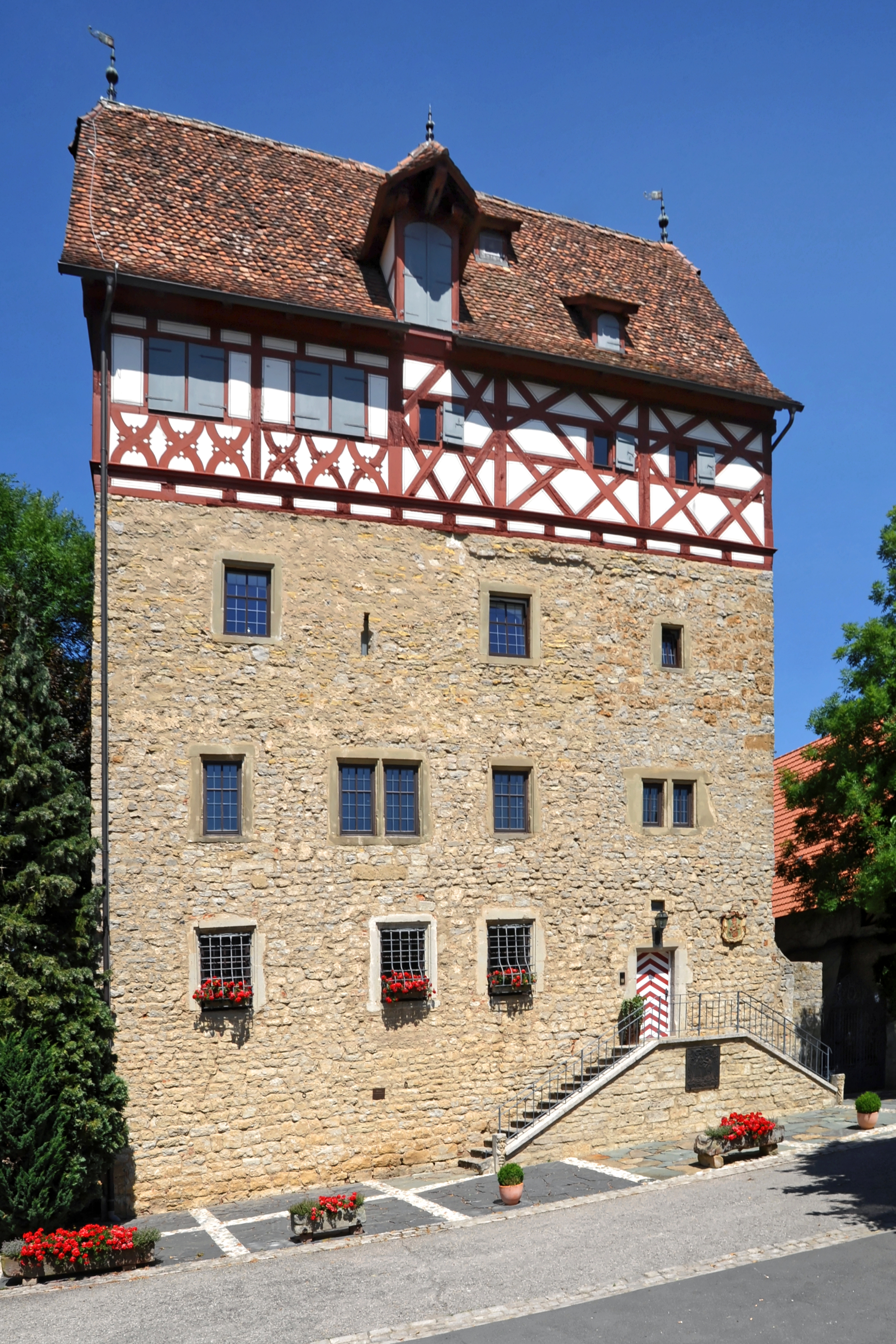
Schloss Laudenbach

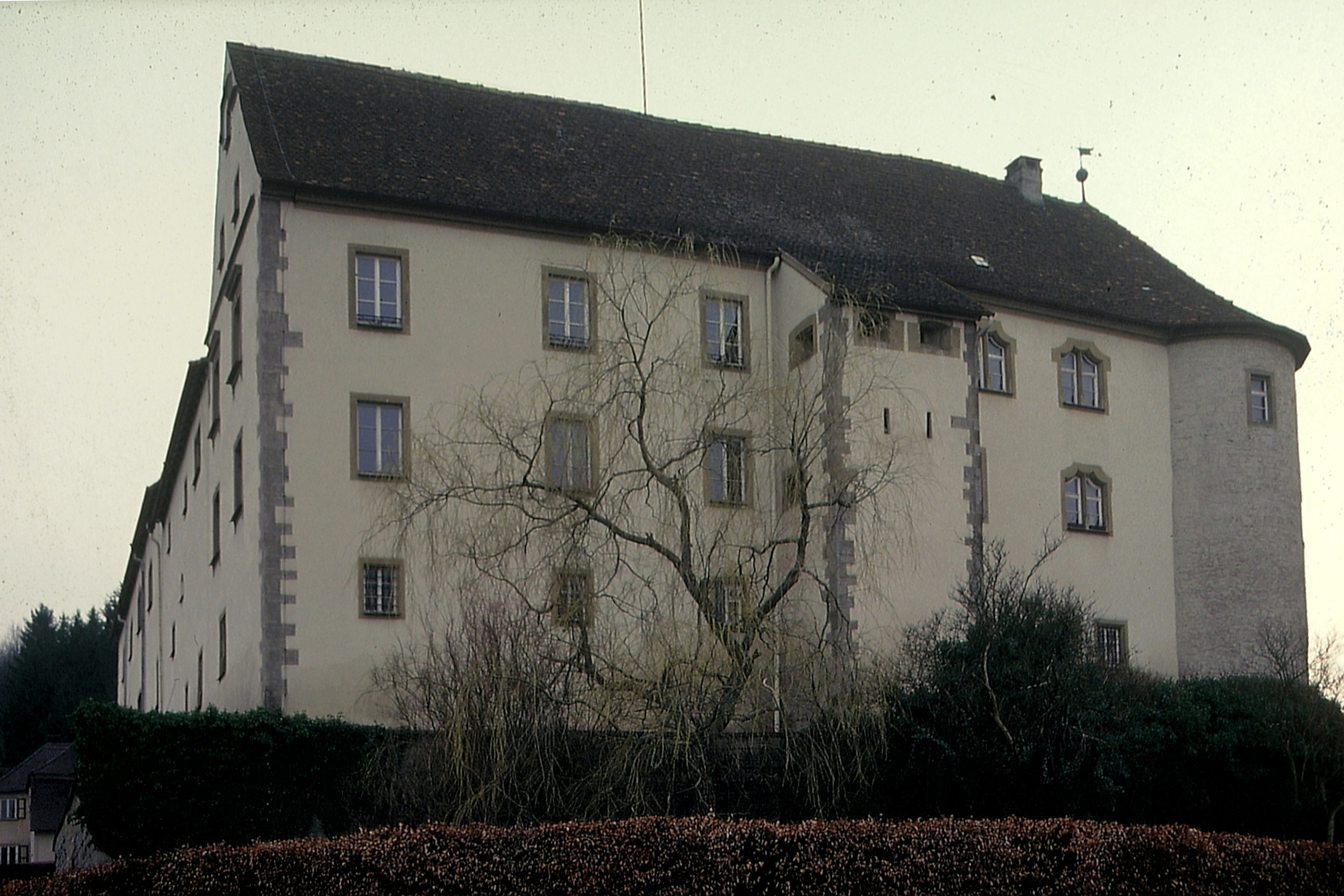
Schloss Haltenbergstetten

Das Amt Haltenbergstetten mit Laudenbach  war ein Amt des Hochstifts Würzburg in Haltenbergstetten bzw. Laudenbach.

## Funktion
In der Frühen Neuzeit waren Ämter eine Ebene zwischen den Gemeinden und der Landesherrschaft. Die Funktionen von Verwaltung und Rechtsprechung waren hier nicht getrennt. Dem Amt stand ein Amtmann vor, der von der Landesherrschaft eingesetzt wurde. 

## Geschichte
Das Amt ging aus den Herrschaften Haltenbergstetten und Laudenbach hervor.
Der Ort und das Schloss Laudenbach waren Besitz der Familien Hohenlohe und nach deren Aussterben Finsterlohe. Nach deren Aussterben 1358 fiel der Besitz als erledigtes Lehen an Würzburg zurück. 1641 erhielt Melchior von Hatzfeldt als Dank für seine Dienste im Dreißigjährigen Krieg den Besitz zu Lehen. Seitdem war er im Besitz der Familie Hatzfeld.
Kern der Herrschaft Haltenbergstetten war Schloss Haltenbergstetten. Dieses Schloss und der damit verbundene Besitz gehörte nacheinander den Herren zu Hohenlohe, den Grafen von Castell, den Schenken von Limpurg und den Herren von Rosenberg. 1550 wurde die Reformation eingeführt. Wie Laudenbach erhielt 1641 Melchior von Hatzfeldt auch diesen Besitz.
Mit Friedrich Karl Franz Cajetan, Fürst von Hatzfeld-Gleichen-Trachenberg (1773–1794) starb der Zweig der Familie Hatzfeld aus und beide Herrschaften fielen als erledigte Lehen an Würzburg zurück.
Am Ende des Heiligen Römischen Reichs (HRR) bestand das Amt aus der Stadt Niederstetten und den Ortschaften Dunzendorf, Ermershausen, Hagen, Laudenbach, Neubrunn, Oberndorf, Rinderfeld, Staigerbach, Streichental und Wermetshausen sowie das Condominat Vorbach-Zimmern und Münster. Es war ein Ober- und Zentamt.
Nach dem Reichsdeputationshauptschluss 1803 ging der Besitz an Hohenlohe-Jagstberg und später an das Königreich Württemberg über.